# Werrington, New South Wales
Werrington este o suburbie în Sydney, Australia.